# Maurice Déhi
Maurice Déhi  (né en 1944  - mort le 26 avril 1971) est un footballeur ivoirien, qui évolue au Stade d'Abidjan et en équipe nationale au cours des années 1960.

## Biographie
Star du football ivoirien dans les années 1960, Maurice Déhi fut l'homme du match en finale de la Coupe d'Afrique des clubs champions en 1966, remportée par son club, le Stade d'Abidjan, face au Real de Bamako du célèbre Salif Keita, dit Domingo. Déhi constituait, vers la fin des années 1960, l'une des pièces maîtresses de l'équipe de Côte d'Ivoire de football avec Laurent Pokou, Ernest Kallet Bialy et Bernard Gnahoré.
Maurice Déhi mourut dans un accident atroce le lundi 26 avril 1971 sur la route entre Abidjan et Dabou en Côte d'Ivoire.

## Palmarès
- Vainqueur de la Coupe d'Afrique des clubs champions (1966)